# Karl Foerster
Karl Foerster (* 9. März 1874 in Berlin; † 27. November 1970 in Potsdam) war ein deutscher Gärtner, Staudenzüchter und Garten-Schriftsteller.

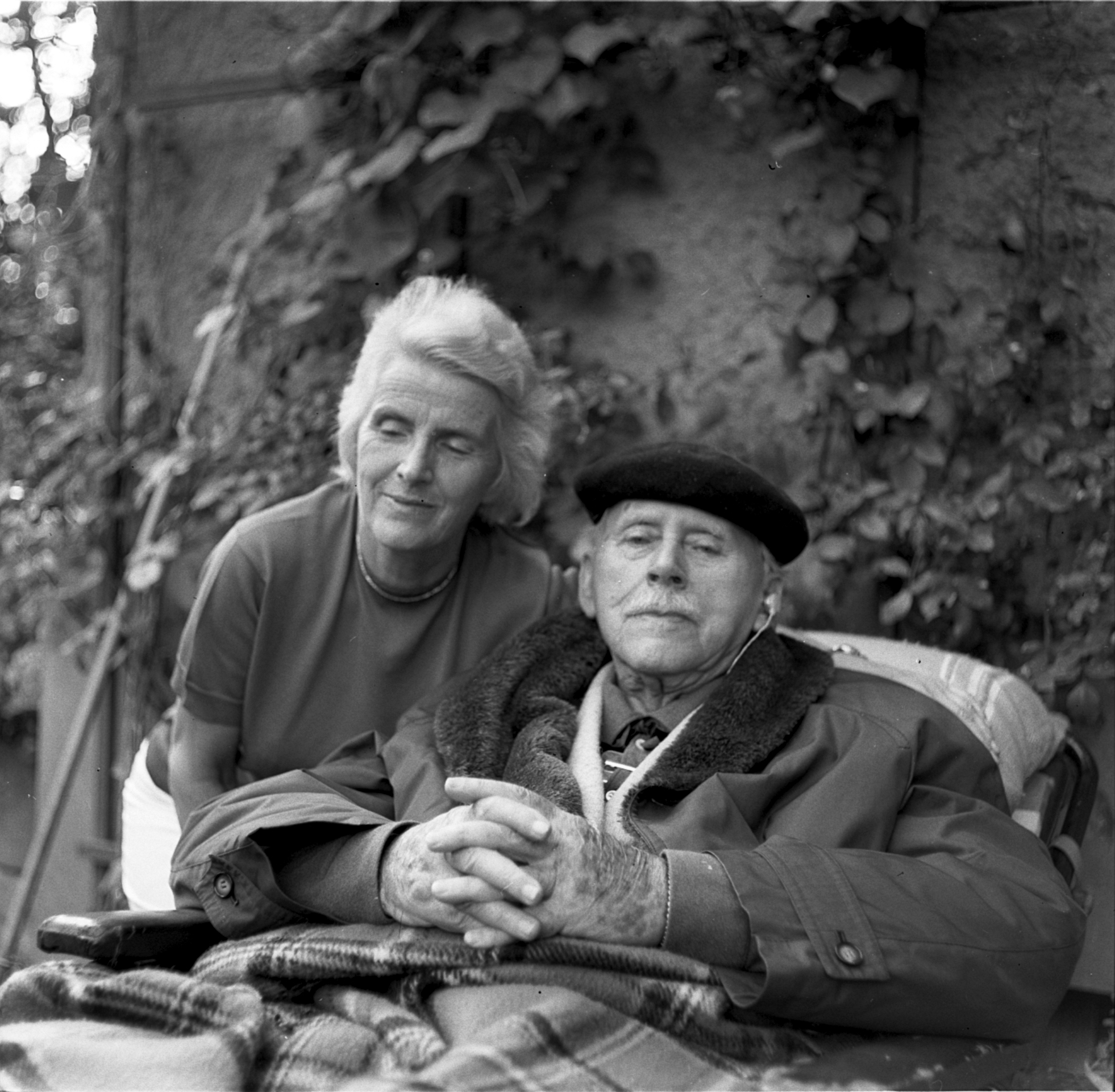
Karl Foerster mit seiner Frau Eva (geb. Hildebrandt), 1967

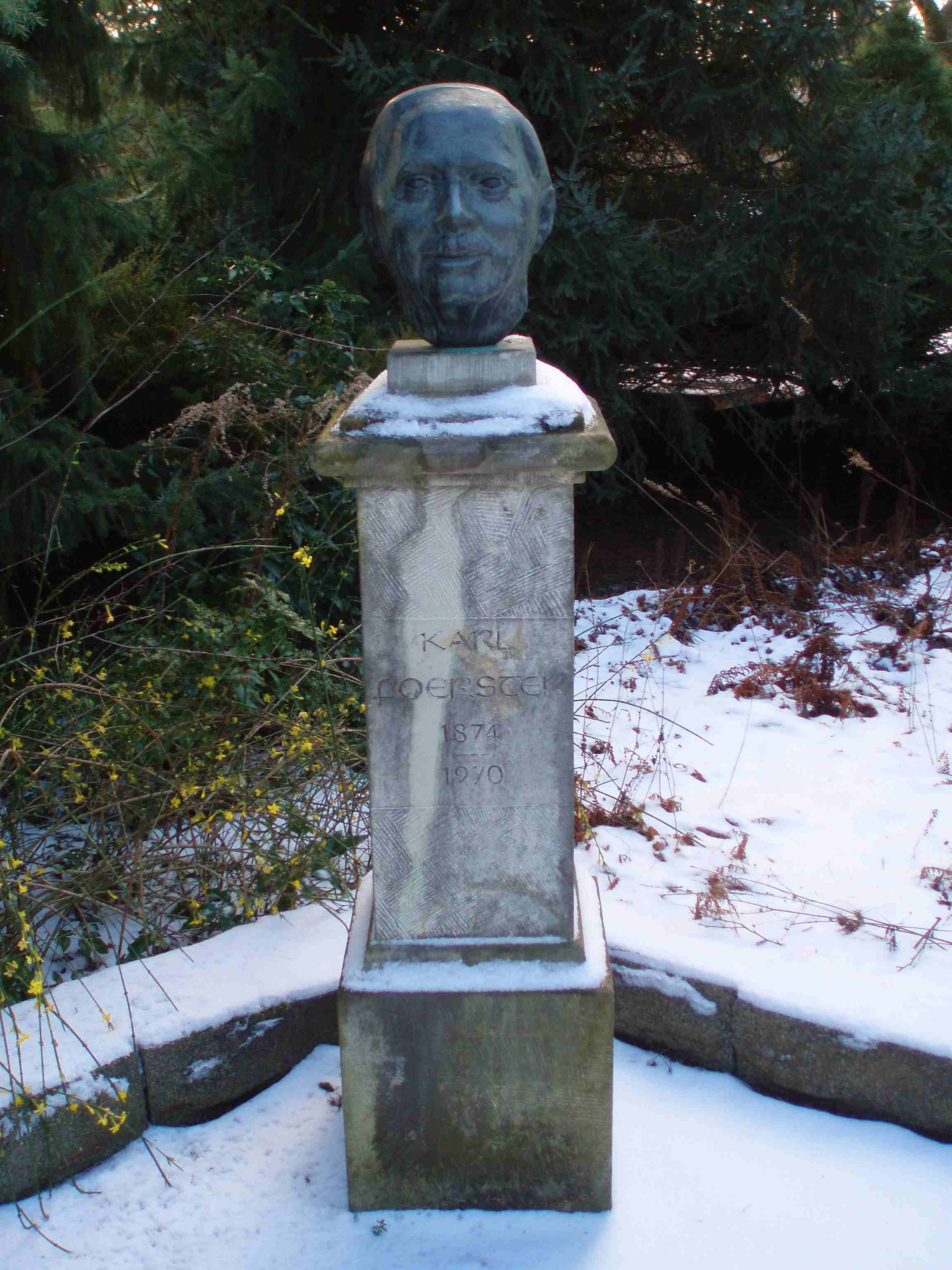
Büste im Tierpark Berlin

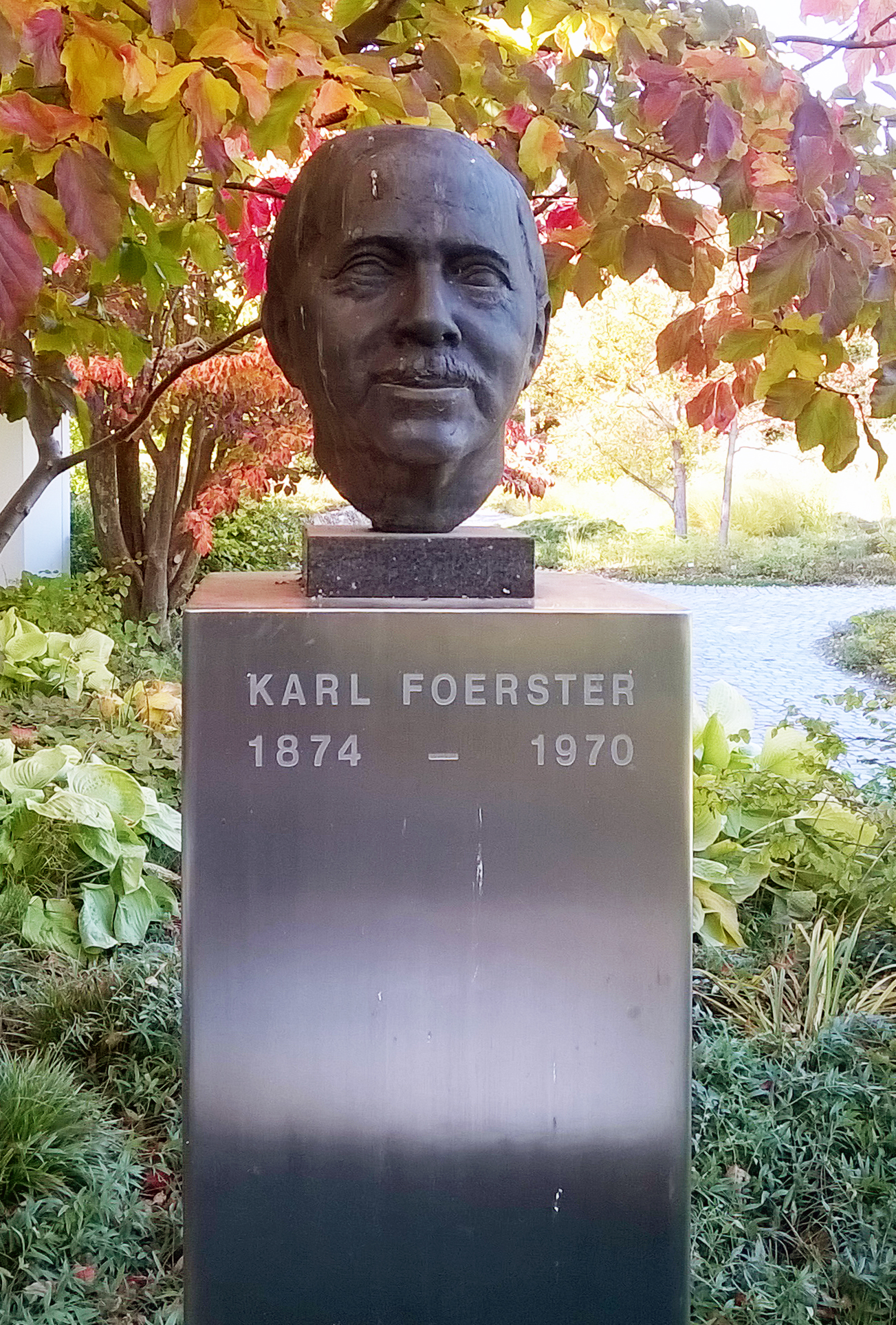
Büste im Britzer Garten, in Berlin-Britz

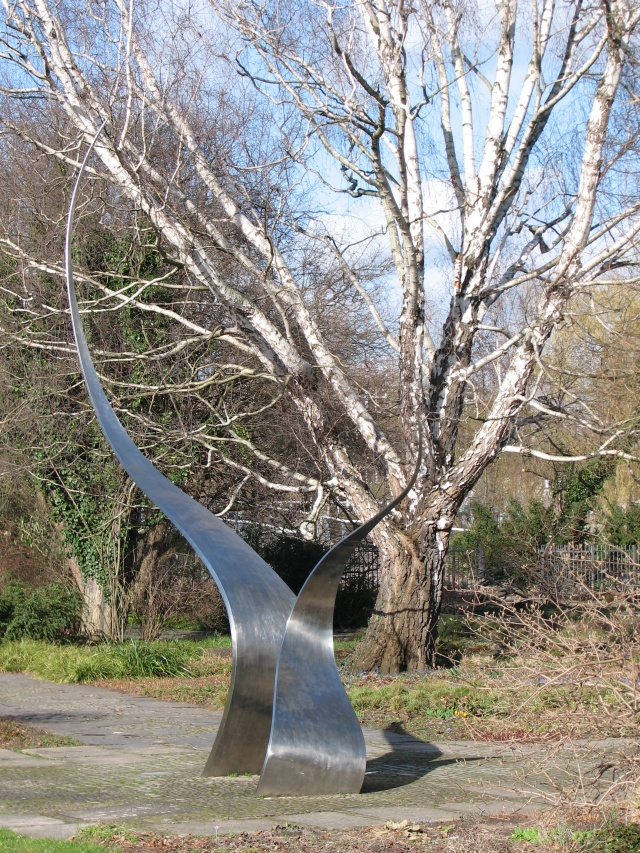
Metallplastik des Bildhauers und Schmieds Christian Roehl, anlässlich des 100. Geburtstages von Karl Foerster durch die Stadt Potsdam in der Mitte der Freundschaftsinsel errichtet. Sie trägt das Foerster-Zitat: „Wer Träume verwirklichen will, muss wacher sein und tiefer träumen als andere“.

## Leben
Foerster war einer der Söhne des Astronomen Wilhelm Julius Foerster, des Direktors der Königlichen Berliner Sternwarte. Zu seinen Geschwistern zählten der Philosoph und Pazifist Friedrich Wilhelm Foerster (1869–1966) und der Schiffskonstrukteur und Leiter der Schiffbauabteilung der Hamburg-Amerika-Linie Ernst Foerster (1876–1955). Foerster absolvierte eine Gärtnerlehre in der Schlossgärtnerei Schwerin und wurde an der Königlichen Gärtnerlehranstalt am Wildpark bei Potsdam ausgebildet. Nach einigen „Lehr- und Wanderjahren“ gründete er eine eigene Gärtnerei.
1927 heiratete Karl Foerster die Sängerin und Pianistin Eva Hildebrandt (1902–1996), Tochter des Stettiner Kirchenmusikers Ulrich Hildebrandt. 1931 wurde ihre Tochter Marianne geboren. Am 25. Januar 1940 beantragte Foerster die Aufnahme in die NSDAP und wurde zum 1. April desselben Jahres aufgenommen (Mitgliedsnummer 8.024.911).
Karl Foerster ist auf dem Alten Friedhof in Bornim begraben.

## Gärtnerei
1903 gründete Karl Foerster eine Staudengärtnerei auf dem elterlichen Grundbesitz in Berlin-Westend, Ahornallee 32. 1910–11 siedelte er diese nach Bornim bei Potsdam um. Dort verwandelte Foerster ein circa 5.000 m² großes Ackergelände zu einem „Gartenreich“, dem Karl-Foerster-Garten, mit dem Senkgarten, Steingarten, Herbstbeet und Frühlingsweg. Diese Gartenanlage war stilistisch von Willy Lange beeinflusst. Sie wurde in den 1930er Jahren von Hermann Mattern umgestaltet und in der zweiten Hälfte des 20. Jahrhunderts mehrfach von Hermann Göritz und erneut vor 2001 von Martin Heisig restauriert bzw. rekonstruiert. 1928 gründete Foerster mit dem Gartenarchitekten Hermann Mattern eine Abteilung Gartenausführung, 1934 gemeinsam mit Hermann Mattern und Herta Hammerbacher die Arbeitsgemeinschaft „Gartengestaltung in Bornim“.
Bornim wurde ein „Worpswede der Gartengestalter“. Zu den „Foersterianern“ – Gärtnern und Gartenarchitekten, die aus diesem Kreis um Karl Foerster hervorgegangen sind – zählen die Potsdamer bzw. Berliner Gartenarchitekten Walter Funcke und Gottfried Kühn. Schüler und Mitarbeiter Foersters war der Münchner Gartenarchitekt Alfred Reich. Auch der Pianist Wilhelm Kempff, der Architekt Otto Bartning und der Apetitogründer Karl Düsterberg gehörten zum „Bornimer Kreis“. In dieser Zeit schloss Foerster eine lebenslange Freundschaft mit dem Maler Siegward Sprotte aus Potsdam-Bornstedt (1913–2004).
Zu DDR-Zeiten war Foersters Betrieb eine der wenigen Staudengärtnereien des Landes. 1972 wurde das Unternehmen enteignet, bestand jedoch als „Volkseigenes Gut Bornimer Staudenkulturen“ weiter.

## Züchtungen
1932 kamen erste Foerstersche Phlox-paniculata-Sorten in den Handel. In der Folge brachte er insbesondere neue Sorten von Rittersporn, Astern und Gräsern heraus. Insgesamt züchtete er etwa 370 Sorten. 1941 wurde unter anderem auf seine Anregung hin der öffentliche Schaugarten auf der Potsdamer Freundschaftsinsel eröffnet, der in den letzten Jahren restauriert wurde.

## Auszeichnungen
1950 erhielt Foerster die Ehrendoktorwürde der Berliner Humboldt-Universität, 1955 den Nationalpreis der DDR, 1959 wurde er Ehrenbürger der Stadt Potsdam und mit dem Vaterländischen Verdienstorden in Silber ausgezeichnet. 1964 wurde er zum Professor ernannt. 1966 wurde er Ehrenmitglied der Internationalen Staudenunion. 1967 wurde er als Außerordentliches Mitglied in die West-Berliner Akademie der Künste aufgenommen.
In Potsdam-Bornstedt wurde die Karl-Foerster-Schule, eine städtische Grundschule, nach Karl Foerster benannt.

## Nachleben
1965 gründete Hermann Mattern die „Karl-Foerster-Stiftung für angewandte Vegetationskunde“ in Berlin.
Karl Foersters Tochter Marianne Foerster war 30 Jahre in einem Brüsseler Gartenarchitekturbüro tätig. Von 1990 bis zu ihrem Tod im März 2010 pflegte sie den Garten ihres Vaters und trug durch ihr umfangreiches Fachwissen zur Entwicklung dieses gärtnerischen Kleinodes in Bornim bei. Der öffentliche Versuchs-, Lehr- und Schaugarten (Karl-Foerster-Garten) und sein Wohnhaus in Bornim stehen seit 1981 als „Karl-Foerster-Gedenkstätte“ unter Denkmalschutz. Um die dauerhafte Bewahrung dieses Kulturdenkmals sicherzustellen, hinterließ Marianne Foerster das Haus und den nach ihrem Vater benannten Garten in Potsdam-Bornim der Deutschen Stiftung Denkmalschutz.
So ist das Wohnhaus behutsam renoviert worden und 150 Jahre nach Foersters Geburt finden auch ausnahmsweise Führungen statt. Vier Räume nutzt das Museum und zeigt Leben, Wirken und weitreichende Einflüsse „bis nach Neuengland und Japan“. Der „Zaubergarten“ wurde zur Bundesgartenschau 2001 rekonstruiert und ist seither eintrittsfrei zu besuchen.

## Bibliographie
1911 erschien Foersters erstes Buch Winterharte Blütenstauden. Im April 1920 kam die erste Ausgabe der Zeitschrift Gartenschönheit auf den Markt, welche er mit Camillo Schneider und Karl Wagner leitete und die im „Verlag der Gartenschönheit“ des Verlegers Oskar Kühl in Berlin-Westend erschien. Sie wurde 1941–1944 als Gartenbau im Reich fortgesetzt.
Im Folgenden sind die Erstveröffentlichungen Karl Foersters aufgelistet. Nachauflagen und Neubearbeitungen nach dem Tode Karl Foersters 1970 sind nicht vollständig berücksichtigt.
- Winterharte Blütenstauden und Sträucher der Neuzeit. Verlagsbuchhandlung J. J. Weber, Leipzig 1911.
- Vom Blütengarten der Zukunft. Furche Verlag Hamburg 1917, mehrere Nachauflagen beim „Verlag der Gartenschönheit“, Berlin-Westend.
- Unendliche Heimat. Verlag der Gartenschönheit, Berlin-Westend 1925.
- Der Rittersporn. Verlag der Gartenschönheit, Berlin-Westend 1928.
- Garten als Zauberschlüssel. Rowohlt, Berlin 1934.
- Staudenbilderbuch. Verlag der Gartenschönheit Berlin/Bern 1935.
- Der Steingarten der sieben Jahreszeiten in Sonne und Schatten: Arbeits- und Anschauungsbuch für Anfänger und Kenner. Verlag der Gartenschönheit, Berlin/Bern 1936.
- Blumen auf Europas Zinnen. Mit Albert Steiner. Erlenbach–Zürich/Leipzig, Rotapfel-Verlag, Zürich, 1936; mehrere Nachauflagen.
- Gartenfreude wie noch nie. Kleines Gartenärgerlexikon (= Bornimer Wegweiser – Folgeband), Verlag der Gartenschönheit, Berlin/Bern 1937.
- Glücklich durchbrochenes Schweigen. Verhüllte und unverhüllte Stichworte aus dem inneren Buchgetriebe. Rowohlt, Berlin 1937; Nachauflage bei Reclam, Leipzig 1940.
- Gartenstauden-Bilderbuch. Verlag der Gartenschönheit, Berlin/Bern 1938.
- Das Blumenzwiebel-Buch. Verlag der Gartenschönheit Karl Specht, Berlin 1939.
- Kleinstauden-Bilderbuch. Verlag der Gartenschönheit Karl Specht, Berlin 1939
- Lebende Gartentabellen. Verlag der Gartenschönheit Karl Specht, Berlin 1940; 3., aktualisierte Auflage, bearbeitet von Klaus Kaiser. Neumann-Verlag, Radebeul 2011, ISBN 978-3-74020140-1, und Eugen Ulmer Verlag. Stuttgart 2011, ISBN 978-3-80015784-6.
- Kleines Bilderlexikon der Gartenpflanzen. Verlag der Gartenschönheit Karl Specht, Berlin 1941.
- Von Garten, Landschaft, Mensch. Verlag der Gartenschönheit Karl Specht, Berlin 1941 (1942?).
- Blauer Schatz der Gärten: Kommende Freundschaft der Gartenmenschen mit der neuen Sphäre der Gartenfarben, dem blauen Flor der Monate von Vorfrühling bis Herbst. Reclam, Leipzig 1940; 5. Auflage, bearbeitet von Norbert Kühn. Eugen Ulmer Verlag, Stuttgart 2015, ISBN 978-3-8001-3385-7.
- Vom großen Welt- und Gartenspiel. Schwinn & Helène, Darmstadt 1950.
- Neuer Glanz des Gartenjahres. Neumann Verlag, Radebeul 1952 (zweite Fassung 1953). Bilder, Berichte und Erfahrungs-Tabellen aus dem Leben der winterhart ausdauernden Gewächse des Gartens. 10. Auflage, bearbeitet von Konrad Näser, Eugen Ulmer Verlag, Stuttgart 1999, ISBN 978-3-74020098-5.
- Reise doch – bleibe doch! Lockungen kaum betretener Lebens- und Gartenpfade. Keppler und Scherrer Verlag, Frankfurt am Main 1953.
- Tröste mich – ich bin so glücklich. Worte aus dem Umgang mit Menschen, Pflanzen und Gärten. Furche Verlag, Hamburg 1954; Nachauflagen beim Verlag Stichnote, Darmstadt.
- Der Steingarten der sieben Jahreszeiten. 2. Fassung. Neumann Verlag, Radebeul 1954.
- Einzug der Gräser und Farne in die Gärten, sowie einiger bedeutungsvoller Blattschmuckstauden. Neumann Verlag, Radebeul 1956; 7. Auflage, bearbeitet von Bernhard Röllich, Eugen Ulmer Verlag, Stuttgart 1998, ISBN 3-8001-6365-9.
- Warnung und Ermutigung. Union Verlag, Berlin 1959; 9. Auflage Eugen Ulmer Verlag, Stuttgart 2010, ISBN 978-3-8001-5894-2.
- Ferien vom Ach. Union Verlag, Berlin 1962; 13. Auflage bei Eugen Ulmer Verlag, Stuttgart 2017, ISBN 978-3-8001-0925-8.
- Der Steingarten der sieben Jahreszeiten. 3. Fassung, bei Neumann Verlag, Radebeul 1963, 13., erweiterte Auflage, bearbeitet von Bernhard Röllich, Eugen Ulmer Verlag, Stuttgart 2018, ISBN 978-3-8001-5615-3.
- Es wird durchgeblüht. Thema mit Variationen. Union Verlag, Berlin 1968; 8. Auflage bei Eugen Ulmer Verlag, Stuttgart 2016, ISBN 978-3-8001-0360-7.

Foersters Nachlass wird seit 1985 in der Staatsbibliothek zu Berlin aufbewahrt.